# Titularbistum Horaea
Horaea (ital.: Orea) ist ein Titularbistum der römisch-katholischen Kirche. 
Es geht zurück auf ein früheres Bistum in der Stadt Gjirokastra in Albanien. Das Bistum gehörte der Kirchenprovinz Achrida an.
| Titularbischöfe von Horaea |                                 |                                                                         |                   |                  |
| Nr.                        | Name                            | Amt                                                                     | von               | bis              |
| 1                          | Mario Picchi SDB                | Weihbischof in Comodoro Rivadavia Weihbischof in La Plata (Argentinien) | 16. November 1970 | 31. März 1978    |
| 2                          | José Hugo Garaycoa Hawkins      | Weihbischof in Lima (Peru)                                              | 16. Dezember 1982 | 6. Juni 1991     |
| 3                          | Catalino Claudio Giménez Medina | Weihbischof in Asunción (Paraguay)                                      | 8. November 1991  | 3. Juni 1995     |
| 4                          | Atilano Rodríguez Martínez      | Weihbischof in Oviedo (Spanien)                                         | 5. Januar 1996    | 26. Februar 2003 |
| 5                          | Ladislav Hučko                  | Apostolischer Exarch von Tschechien (Tschechien)                        | 24. April 2003    | 14. Januar 2025  |